# Cannes Yachting Festival

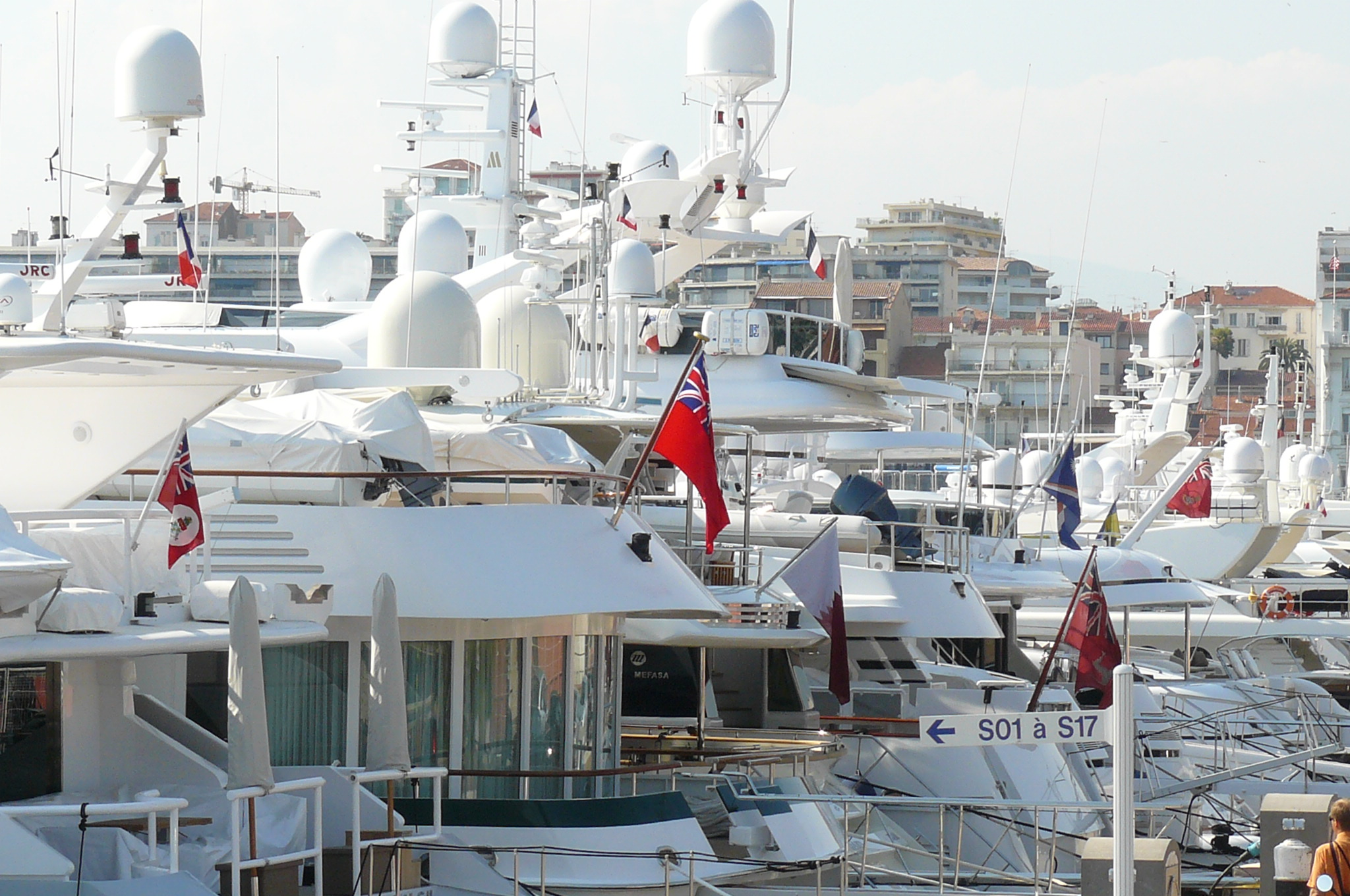
Yachts amarrés dans le port Pierre -Canto à Cannes.

Le Cannes Yachting Festival est un salon nautique organisé annuellement à Cannes, dans le département des Alpes-Maritimes en région Provence-Alpes-Côte d'Azur en France depuis 1977.

## Caractéristiques
Salon grand public, le Cannes Yachting Festival rassemble les acteurs du marché international de la plaisance et de la grande plaisance, du constructeur ou de l'importateur de voiliers ou de yachts au créateur de vêtements marins ou à la presse spécialisée en passant par l'équipementier, la société de services (brokerage, assurance) ou l'association de propriétaires de voiliers. La 35e édition de 2012 réunissait 438 exposants (222 nationaux et 216 internationaux) et 45 155 visiteurs. Plus grand salon à flot d'Europe, proposant des essais en mer, et premier rendez-vous dans le calendrier du nautisme international il se déroule en trois lieux, le Vieux-Port de Cannes, le port Pierre-Canto et l'espace Riviera du palais des festivals et des congrès, durant six jours à la mi-septembre. Pour la 36e édition de 2013, 400 exposants internationaux proposent 450 bateaux et yachts présentés à flot, dont près de 140 nouveautés en avant-première, et 169 yachts de 20 à 70 mètres. Il est organisé par la société Reed Expositions France, filiale française de Reed Exhibitions (en).

## Liste des éditions
37e édition : 9 - 14 septembre 2014
38e édition : 8 - 13 septembre 2015
39e édition : 6 - 11 septembre 2016
40e édition :12 - 17 septembre 2017
41e édition : 11 - 16 septembre 2018
42e édition : 10 - 15 septembre 2019
43e édition : 8 - 13 septembre 2020 - annulée en raison de la pandémie de Covid-19
44e édition : 7 - 12 septembre 2021
45e édition : 6 - 11 septembre 2022
46e édition : 12 - 17 septembre 2023
47e édition : 10 - 15 septembre 2024
48e édition : 09 - 14 septembre 2025

## Historique
- Date de création dans sa forme actuelle : 1977
- Noms des commissaires généraux :
  - de 1977 à 2000 : Mme Jacqueline Bourey
  - de 2001 à 2010 : Mr Eric de Saintdo
  - de 2011 à 2012 : Mr Renaud Jourdon
  - depuis 2013 : Mme Sylvie Ernoult

- Changement de nom : à sa création en 1977 le salon est lancé sous le nom "Le Salon de la Navigation de Plaisance",  il est très rapidement devenu "Le Festival International de la Plaisance de Cannes", pour devenir en 2014, "Le Cannes Yachting Festival".

## Organisateur
Le Cannes Yachting Festival est actuellement organisé par RX France, filiale française de RX Global.